# Dubačac
Dubačac (suhačica, zgriačica, dupčac; lat. Teucrium), biljni rod iz porodice medićevki (usnača (Lamiaceae) kojoj pripada preko 280 priznatih vrsta (bez hibrida) listopadnih i vazdazelenih trajnica, polugrmova i grmova raširenih po svim kontinentima. U Hrvatskoj raste nekoliko vrsta: Arduinov, grozdasti, obični, žuti, grmoliki, zeleni, pustenasti, lukovičasti i kaduljasti dubačac kao i najpoznatija vrsta trava iva.
Močvarni dubačac (T. scordium subsp. scordioides), podvrsta je lukovičastog dubačca.

## Popis vrsta:
1. Teucrium abolhayatensis Ranjbar & Mahmoudi
2. Teucrium abutiloides L'Hér.
3. Teucrium africanum Thunb.
4. Teucrium afrum (Emb. & Maire) Pau & Font Quer
5. Teucrium aladagense Vural & H.Duman
6. Teucrium albicaule Toelken
7. Teucrium albidum Munby
8. Teucrium alborubrum Hemsl.
9. Teucrium × alexeenkoanum Juz.
10. Teucrium algarbiense (Cout.) Cout.
11. Teucrium alopecurus de Noé
12. Teucrium alpestre Sm.
13. Teucrium × alvarezii Alcaraz, Sánchez-Gómez, De la Torre & S.Ríos
14. Teucrium alyssifolium Stapf
15. Teucrium amplexicaule Benth.
16. Teucrium andrusi Post
17. Teucrium angustissimum Schreb.
18. Teucrium anlungense C.Y.Wu & S.Chow
19. Teucrium annandalei Mukerjee
20. Teucrium antiatlanticum (Maire) Sauvage & Vindt
21. Teucrium antilibanoticum Mouterde
22. Teucrium antitauricum Ekim
23. Teucrium apollinis Maire & Weiller
24. Teucrium aragonense Loscos & J.Pardo
25. Teucrium arduinoi L., Arduinov dubačac
26. Teucrium argutum R.Br.
27. Teucrium aristatum Pérez Lara
28. Teucrium aroanium Orph. ex Boiss.
29. Teucrium asiaticum L.
30. Teucrium atratum Pomel
31. Teucrium aureiforme Pomel
32. Teucrium aureocandidum Andr.
33. Teucrium aureum Schreb.
34. Teucrium × badiae Sennen
35. Teucrium balearicum (Coss. ex Pau) Castrov. & Bayon
36. Teucrium balfourii Vierh.
37. Teucrium balthazaris Sennen
38. Teucrium baokangensis C.L.Xiang
39. Teucrium barbarum Jahand. & Maire
40. Teucrium barbeyanum Asch. & Taub. ex E.A.Durand & Barratte
41. Teucrium × bergadense Sennen
42. Teucrium betchei (F.Muell.) Kattari & Salmaki
43. Teucrium betonicum L'Hér.
44. Teucrium bicolor Sm.
45. Teucrium bicoloreum Pau ex Vicioso
46. Teucrium bidentatum Hemsl.
47. Teucrium bogoutdinovae Melnikov
48. Teucrium botrys L., grozdasti dubačac
49. Teucrium brachyandrum Puech
50. Teucrium bracteatum Desf.
51. Teucrium brevifolium Schreb.
52. Teucrium × bubanii Sennen
53. Teucrium bullatum Coss. & Balansa
54. Teucrium burmanicum Mukerjee
55. Teucrium buxifolium Schreb.
56. Teucrium campanulatum L.
57. Teucrium canadense L.
58. Teucrium canum Fisch. & C.A.Mey.
59. Teucrium capitatum L., glavati dubačac
60. Teucrium × carmelitanum Roselló, P.P.Ferrer, A.Guillén, Gómez Nav., Peris & E.Laguna
61. Teucrium carolipaui Vicioso ex Pau
62. Teucrium carthaginense Lange
63. Teucrium × carvalhoae A.F.Carrillo, A.Hern., Coy, Güemes & Sánchez-Gómez
64. Teucrium caucasigenum Melnikov
65. Teucrium cavanillesianum Font Quer & Jeronimo
66. Teucrium cavernarum P.H.Davis
67. Teucrium chamaedrys L., obični dubačac
68. Teucrium chardonianum Maire & Wilczek
69. Teucrium charidemi Sandwith
70. Teucrium chasmophyticum Rech.f.
71. Teucrium chlorocephalum Celak.
72. Teucrium chlorostachyum Pau & Font Quer
73. Teucrium chowii Y.H.Tong & N.H.Xia
74. Teucrium chrysotrichum Lange
75. Teucrium cincinnatum Maire
76. Teucrium clementiae Ryding
77. Teucrium coahuilanum B.L.Turner
78. Teucrium × coeleste Schreb.
79. Teucrium compactum Clemente ex Lag.
80. Teucrium coniortodes Boiss. & Blanche
81. Teucrium × conquense M.B.Crespo & Mateo
82. Teucrium × contejeanii Giraudias
83. Teucrium corymbiferum Desf.
84. Teucrium corymbosum R.Br.
85. Teucrium cossonii D.Wood
86. Teucrium creticum L.
87. Teucrium cubense Jacq.
88. Teucrium cuneifolium Sm.
89. Teucrium cyprium Boiss.
90. Teucrium cyrenaicum (Maire & Weiller) Brullo & Furnari
91. Teucrium davaeanum Coss.
92. Teucrium dealianum Emb. & Maire
93. Teucrium decaisnei C.Presl
94. Teucrium decipiens Coss. & Balansa
95. Teucrium demnatense Coss. ex Batt.
96. Teucrium disjunctum K.R.Thiele & K.A.Sheph.
97. Teucrium divaricatum Sieber ex Heldr.
98. Teucrium × djebalicum Font Quer
99. Teucrium doumerguei Sennen
100. Teucrium ducellieri Batt.
101. Teucrium dumulosum (Rech.f.) Brullo & Guarino
102. Teucrium dunense Sennen
103. Teucrium eburneum Thulin
104. Teucrium edetanum M.B.Crespo, Mateo & T.Navarro
105. Teucrium × eloualidii Sánchez-Gómez & T.Navarro
106. Teucrium embergeri (Sauvage & Vindt) El Oualidi, T.Navarro & A.Martin
107. Teucrium eremaeum Diels
108. Teucrium eriocephalum Willk.
109. Teucrium × estevei Alcaraz, Sánchez-Gómez & J.S.Carrión
110. Teucrium eximium O.Schwartz
111. Teucrium expassum Pau
112. Teucrium faurei Maire
113. Teucrium fililobum F.Muell. ex Benth.
114. Teucrium flavum L., žuti dubačac
115. Teucrium fragile Boiss.
116. Teucrium franchetianum Rouy & Coincy
117. Teucrium francisci-werneri Rech.f.
118. Teucrium francoi M.Seq., Capelo, J.C.Costa & R.Jardim
119. Teucrium freynii E.Rev. ex Willk.
120. Teucrium fruticans L., grmoliki dubačac
121. Teucrium gabrieliae Bornm.
122. Teucrium gattefossei Emb.
123. Teucrium glandulosum Kellogg
124. Teucrium gnaphalodes L'Hér.
125. Teucrium × gnaphaureum M.B.Crespo & Mateo
126. Teucrium goetzei Gürke
127. Teucrium gracile Barbey & Fors.-Major
128. Teucrium grandifolium R.A.Clement
129. Teucrium grandiusculum F.Muell. & Tate
130. Teucrium grosii Pau
131. Teucrium × guarae-requenae P.P.Ferrer, E.Laguna, Gómez Nav., Roselló & Peris
132. Teucrium × guemesii J.F.Jiménez, A.F.Carrillo, M.A.Carrión
133. Teucrium gypsophilum Emb. & Maire
134. Teucrium haenseleri Boiss.
135. Teucrium halacsyanum Heldr.
136. Teucrium haradjanii Briq. ex Rech.f.
137. Teucrium helichrysoides (Diels) Greuter & Burdet
138. Teucrium heterophyllum L'Hér.
139. Teucrium heterotrichum Briq. ex Rech.f.
140. Teucrium heynei V.S.Kumar & Chakrab.
141. Teucrium hieronymi Sennen
142. Teucrium hifacense Pau
143. Teucrium hijazicum Hedge & R.A.King
144. Teucrium hircanicum L.
145. Teucrium homotrichum (Font Quer) Rivas Mart.
146. Teucrium huotii Emb. & Maire
147. Teucrium integrifolium Benth.
148. Teucrium intricatum Lange
149. Teucrium japonicum Houtt.
150. Teucrium joannis (Sauvage & Vindt) El Oualidi, T.Navarro & A.Martin
151. Teucrium jolyi Mathez & Sauvage
152. Teucrium jordanicum (Danin) Faried
153. Teucrium junceum (A.Cunn. ex Walp.) Kattari & Heubl
154. Teucrium kabylicum Batt.
155. Teucrium karpasiticum Hadjik. & Hand
156. Teucrium kotschyanum Poech
157. Teucrium kraussii Codd
158. Teucrium krymense Juz.
159. Teucrium kyreniae (P.H.Davis) Hadjik. & Hand
160. Teucrium labiosum C.Y.Wu & S.Chow
161. Teucrium laciniatum Torr.
162. Teucrium lamiifolium d'Urv.
163. Teucrium lanigerum Lag.
164. Teucrium laxum D.Don
165. Teucrium leonis Sennen
166. Teucrium lepicephalum Pau
167. Teucrium leucocladum Boiss.
168. Teucrium leucophyllum Montbret & Aucher ex Benth.
169. Teucrium libanitis Schreb.
170. Teucrium lini-vaccarii Pamp.
171. Teucrium lucidum L.
172. Teucrium lusitanicum Schreb.
173. Teucrium luteum (Mill.) Degen
174. Teucrium macrophyllum (C.Y.Wu & S.Chow) J.H.Zheng
175. Teucrium macrum Boiss. & Hausskn.
176. Teucrium × maestracense M.B.Crespo & Mateo
177. Teucrium maghrebinum Greuter & Burdet
178. Teucrium × mailhoi Giraudias
179. Teucrium malenconianum Maire
180. Teucrium manghuaense Y.Z.Sun ex S.Chow
181. Teucrium marum L., zeleni dubačac
182. Teucrium mascatense Boiss.
183. Teucrium massiliense L.
184. Teucrium × mateoi Solanas, M.B.Crespo & De la Torre
185. Teucrium maximowiczii Prob.
186. Teucrium melissoides Boiss. & Hausskn.
187. Teucrium mesanidum (Litard. & Maire) Sauvage & Vindt
188. Teucrium micranthum B.J.Conn
189. Teucrium microphyllum Desf.
190. Teucrium micropodioides Rouy
191. Teucrium mideltense (Batt.) Humbert
192. Teucrium miragestorum Gómez Nav., Roselló, P.P.Ferrer & Peris
193. Teucrium mitecum Tattou & El Oualidi
194. Teucrium moleromesae Sánchez-Gómez, T.Navarro, J.F.Jiménez, J.B.Vera, Mota & del Río
195. Teucrium montanum L.,  trava iva
196. Teucrium montbretii Benth.
197. Teucrium × motae Lahora & Sánchez-Gómez
198. Teucrium × mugronense P.P.Ferrer, Roselló, Gómez Nav. & Guara
199. Teucrium muletii Roselló, P.P.Ferrer, E.Laguna, Gómez Nav., A.Guillén & Peris
200. Teucrium multicaule Montbret & Aucher ex Benth.
201. Teucrium murcicum Sennen
202. Teucrium musimonum Humbert ex Maire
203. Teucrium myriocladum Diels
204. Teucrium nanum C.Y.Wu & S.Chow
205. Teucrium × navarroi Sánchez-Gómez, Güemes, A.F.Carrillo, Coy & A.Hern.
206. Teucrium novorossicum Melnikov
207. Teucrium nudicaule Hook.
208. Teucrium nummularifolium Baker
209. Teucrium odontites Boiss. & Balansa
210. Teucrium oliverianum Ging. ex Benth.
211. Teucrium omeiense Y.Z.Sun
212. Teucrium orientale L.
213. Teucrium ornatum Hemsl.
214. Teucrium oxylepis Font Quer
215. Teucrium ozturkii A.P.Khokhr.
216. Teucrium paederotoides Boiss.
217. Teucrium pampaninii C.Du
218. Teucrium parviflorum Schreb.
219. Teucrium parvifolium (Hook.f.) Kattari & Salmaki
220. Teucrium pernyi Franch.
221. Teucrium persicum Boiss.
222. Teucrium pestalozzae Boiss.
223. Teucrium petelotii Doan ex Suddee & A.J.Paton
224. Teucrium pilbaranum B.J.Conn
225. Teucrium plectranthoides Gamble
226. Teucrium polioides Ryding
227. Teucrium polium L., pustenasti dubačac
228. Teucrium popovii R.A.King
229. Teucrium × portusmagni Sánchez-Gómez, A.F.Carrillo, A.Hern. & T.Navarro
230. Teucrium procerum Boiss. & Blanche
231. Teucrium proctorii L.O.Williams
232. Teucrium pruinosum Boiss.
233. Teucrium pseudaroanium Parolly, Erdag & Nordt
234. Teucrium × pseudoaragonense M.B.Crespo & Mateo
235. Teucrium pseudochamaepitys L.
236. Teucrium pseudoscorodonia Desf.
237. Teucrium × pseudothymifolium Sánchez-Gómez, Güemes & A.F.Carrillo
238. Teucrium puberulum (F.Muell.) Kattari & Bräuchler
239. Teucrium pugionifolium Pau
240. Teucrium × pujolii Sennen
241. Teucrium pumilum L.
242. Teucrium pyrenaicum L.
243. Teucrium quadrifarium Buch.-Ham. ex D.Don
244. Teucrium racemosum R.Br.
245. Teucrium radicans Bonnet & Barratte
246. Teucrium ramaswamii M.B.Viswan. & Manik.
247. Teucrium ramosissimum Desf.
248. Teucrium reidii Toelken & D.Dean Cunn.
249. Teucrium resupinatum Desf.
250. Teucrium rhodocalyx O.Schwartz
251. Teucrium rifanum (Maire & Sennen) Maire & Sennen
252. Teucrium rigidum Benth.
253. Teucrium × rigualii De la Torre & Alcaraz
254. Teucrium × riosii De la Torre & Alcaraz
255. Teucrium rivas-martinezii Alcaraz, Garre, Mart.Parras & Peinado
256. Teucrium × riverae De la Torre & Alcaraz
257. Teucrium rixanense Ruíz Torre & Ruíz Cast.
258. Teucrium × robledoi De la Torre & Alcaraz
259. Teucrium ronnigeri Sennen
260. Teucrium rotundifolium Schreb.
261. Teucrium rouyanum Coste & Soulié
262. Teucrium royleanum Wall. ex Benth.
263. Teucrium × rubrovirens Pau
264. Teucrium rupestre Coss. & Balansa
265. Teucrium × sagarrae Font Quer
266. Teucrium salaminium Hadjik. & Hand
267. Teucrium salviastrum Schreb.
268. Teucrium sandrasicum O.Schwarz
269. Teucrium sanguisorbifolium (Pau & Font Quer) Dobignard
270. Teucrium santae Quézel & Simonn. ex Greuter & Burdet
271. Teucrium sauvagei Le Houér.
272. Teucrium scabrum Suddee & A.J.Paton
273. Teucrium schoenenbergeri Nabli
274. Teucrium scordium L., lukovičasti dubačac
275. Teucrium scorodonia L., kaduljasti dubačac
276. Teucrium × scorolepis Pajarón & A.Molina
277. Teucrium serpylloides Maire & Weiller
278. Teucrium sessiliflorum Benth.
279. Teucrium shanicum Mukerjee
280. Teucrium siculum (Raf.) Guss.
281. Teucrium similatum T.Navarro & Rosua
282. Teucrium simplex Vaniot
283. Teucrium sirnakense Özcan & Dirmenci
284. Teucrium socinianum Boiss.
285. Teucrium socotranum Vierh.
286. Teucrium somalense Ryding
287. Teucrium spinosum L.
288. Teucrium stachyophyllum P.H.Davis
289. Teucrium stocksianum Boiss.
290. Teucrium subspinosum Pourr. ex Willd.
291. Teucrium taiwanianum T.H.Hsieh & T.C.Huang
292. Teucrium tananicum Maire
293. Teucrium teinense Kudô
294. Teucrium terciae (Sánchez-Gómez, M.A.Carrión & A.Hern.) Sánchez-Gómez, M.A.Carrión & A.Hern.
295. Teucrium teresanum Blanca, Cueto & J.Fuentes
296. Teucrium teucriiflorum (F.Muell.) Kattari & Salmaki
297. Teucrium thieleanum B.J.Conn
298. Teucrium thymifolium Schreb.
299. Teucrium thymoides Pomel
300. Teucrium townsendii Vasey & Rose
301. Teucrium trifidum Retz.
302. Teucrium tsinlingense C.Y.Wu & S.Chow
303. Teucrium × turianum M.B.Crespo, P.P.Ferrer, Roselló, M.A.Alonso, Juan & E.Laguna
304. Teucrium turredanum Losa & Rivas Goday
305. Teucrium ussuriense Kom.
306. Teucrium veronicoides Maxim.
307. Teucrium vesicarium Mill.
308. Teucrium vincentinum Rouy
309. Teucrium viscidum Blume
310. Teucrium wattii Prain
311. Teucrium webbianum Boiss.
312. Teucrium werneri Emb.
313. Teucrium wightii Hook.f.
314. Teucrium yemense Deflers
315. Teucrium zaianum Emb. & Maire
316. Teucrium zanonii Pamp.